# Шень Чжоу
Шень Чжоу (沈周, 21 листопада 1427 —2 серпня 1509) — китайський художник, каліграф, літератор, один з найбільших живописців династії Мін, зарахований до когорти Мінсицзя («Чотири великих майстри епохи Мін»), засновник живописної школи У-пай («Школа У»).

## Життєпис
Народився у 1427 році у м. Чанчжоу (сучасне м.Сучжоу провінції Цзянсу). Походив із старовинної чиновницької родини, відомої своїм творчим духом: його батько (Шень Хен) і дядько захоплювалися живописом, були близькими друзями знаменитого художника Ван Мена. Шень Чжоу ріс в оточенні творів мистецтва, його навчанням займалися, крім близьких людей, найбільші на той момент таланти Сучжоу, одного з головних культурних центрів країни. Отримавши гарну освіту, Шень Чжоу свідомо відмовився від участі в державних іспитах та подальшої службової кар'єри. Усе життя він прожив у родовому маєтку в північному передмісті Сучжоу, лише зрідка залишаючи його для відвідування Нанкіна і заради подорожей човном. Тим не менш, вже в 30-річному віці він здобув собі широку популярність серед сучасників як каліграф і літератор.
До занять живописом Шень Чжоу приступив значно пізніше, ніж літературою — після 40 років, що не завадило йому залишити багате мистецьку спадщину: близько 200 робіт, найраніша з яких датована 1464 роком. З цього моменту активно займається малярством. , зрештою сформувавши навколо себе групу учнів, які отримали назву школи У.

## Живопис
В його творчості виділяють два основних періоди. Відмінною особливістю першого з них вважається пристрасть майстра до деталей і тонких ліній, що визначило назву його стилю на цьому етапі — сі Шень, «тонкий, вірний деталям майстер Шень». Другий етап, початок якого збігся з 60-річчям художника, знаменував найвищий розквіт його живописного дару. В цей час стиль Шень Чжоу зазнав серйозних змін, отримав велику безпосередність та ескізність, що дозволило китайським теоретикам живопису і мистецтвознавцям іменувати його цу Шень, «простакуватий майстер Шень». На другому етапі Шень Чжоу слідував творчості У Чженя, одного з найбільших художників епохи Юань, хоча в інші періоди він звертався до спадщини багатьох уславлених майстрів різних історичних епох й художніх напрямів — Дун Юаня, Лі Чена, Ма Юаня, Ся Гуя, Хуан Гунвана, Ван Мена.

Його ранні роботи перебували під визначальним впливом живопису Хуан Гунвана, що добре видно на прикладі самого масштабного пейзажного сувою майстра — «Сишань цзи ю» («Мандрування по Західним горам», 26,6 х867, 5 см, папір, туш. Шанхайський художній музей). Поступово просторовість картин Шень Чжоу замінялася площинністю, завдяки збільшеному значенням графічних і лінеарних зображень, які роблять деякі з його монохромних творів схожими на гравюри, наприклад, альбомний аркуш «Пейзаж» (38х40 см, папір, туш. Музей Гіме, м. Париж). 

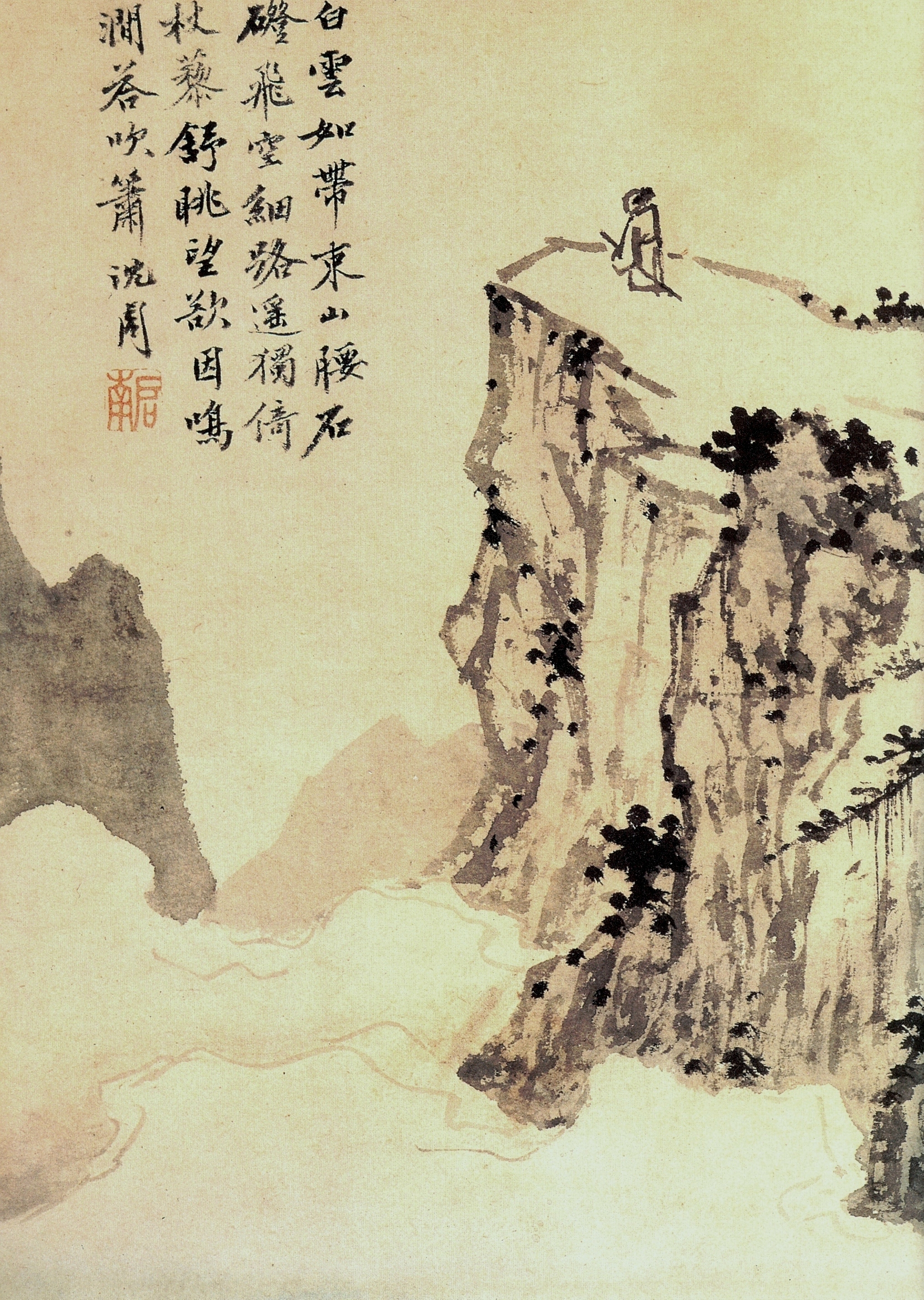
«Поет на горі»

У зовсім іншій манері виконаний інший відомий альбомний аркуш, який отримав у європейській літературі назву «Поет на горі» (38,7 х60, 2 см, папір, туш, легка подцветка. Музей Нельсона-Аткінса, м. Канзас-Сіті). Його композиційною домінантою виступає скелястий стрімчак, на вершині якого, гублячись серед безкраїх хмар і гір, застигла крихітна постать людини в сукні мандрівника й з палицею в руках. Асиметрію сцени врівноважує каліграфічний текст в правому верхньому куті аркуша. Малюнок виконаний соковитими і швидкими ескізними мазками та рівномірними розмивками. Наприкінці життя у Шень Чжоу знову спалахнув інтерес до творчості Хуан Гунвана, який знайшов відображення у створеному в 1494 році сувої «Фан Да-чі шаньшуй ту» («Пейзаж в стилі Да-чі», 211, 4х110 см, папір, туш. Шанхайський художній музей).
Неабиякий природний талант і висока художня культура, здобута в результаті сімейного виховання і наполегливого самоосвіти, дозволили Шень Чжоу плідно працювати в різних жанрах: пейзажі — шань-шуй (山水, «живопис гір і вод»), хуа-няо (花鸟, «живопис квітів і птахів») і портреті. Його творчість відрізняється стилістичним розмаїттям, що виявився в поліхромній та монохромній техніках, а також у двох основоположних мальовничих манерах: гун-бі («ретельний пензель») і се-і («написання думок»).
Картини Шень Чжоу можуть бути гранично насичені прийомами і деталями, що апелюють до традиції, як наприклад, альбомний аркуш «Читання серед осінньої природи» (28х38 см, папір, туш, фарби. Національний палацовий музей, м.Тайбей). На ньому спиною до глядача зображено людину, що розташувався серед каміння під осінніми деревами, виконаними в архаїчній манері, немов скопійованій з картин Чжао Менфу, і доповненої енергійними штрихами, що нагадують почерк Ся Гуя. Разом з тим, за настроєм та композицією, використовуючи діагональну схему, ця картина є відвертою варіацією на тему живопису Ма Юаня. Незважаючи на подібну симбіотичність, стиль Шень Чжоу висловив тут і власну індивідуальність у способах інтерпретації попередників.
Одним з найкращих творів Шень Чжоу в жанрі хуа-няо є триптих «Сань бо ту» («Три кипариса», 46,1 х100, 4 см і 46,1 х121 см, папір, туш. Наньцзінський музей, м.Нанкін) . На кожному з трьох складових його полотен (два з яких мають однакові розміри) вміщено по одному кипарисовому дереву. Манера їх зображення сходить, з одного боку, до академічного живопису епохи Північна Сун, відрізняючись тієї ж ретельністю опрацювання деталей і декоративність, незважаючи на монохромну техніку письма, з іншого боку, нагадує «живопис бамбука» (мо-чжу, «бамбук, намальований тушшю»), завдяки притаманній пензлю Шень Чжоу точності в передачі натури, поєднується з експресивністю.
Одним з найбільш оригінальних творів Шень Чжоу і визнаним шедевром його пізньої творчості вважається серія альбомних аркушів, присвячених Сучжоу — «Умень шиер цзінтуце» («Зошит з дванадцяти видів Умень») — місту, відомому не тільки мальовничою природою, але й архітектурними ансамблями, привертає увагу художників того часу. Однак мета Шень Чжоу полягала в тому, щоб передати внутрішню красу міста, пережиту в його власному сприйнятті, тому в створених ним пейзажах лише зрідка по окремим деталям вгадуються реальні види Сучжоу. Разом з тим, альбомні листи відрізняються вражаючою віртуозністю письма, заснованого на відомих технічних прийомах, таких як «прості штрихи-точки» (цудянь цунь), «короткі та довгі точки, тонкі штрихи» (чанхе дуань дянь сіцунь), яким пензель Шень Чжоу додає неповторну своєрідність, трохи змінюючи характер штриха або згладжуючи різкість каліграфічної форми.
Унікальним твором визнається автопортрет 80-річного Шень Чжоу, відомий під назвою «Десян ту» («Портрет старого», 71х53 см, шовк, туш, фарби, Музей Гугун, м. Пекін). В очевидній суворості, фронтальної нерухомості образу і поясному форматі майстер прослідковується архаїчна традиція похоронного портрету. Художник при цьому оперує тонким знанням психології, що дозволяє достовірно передавати настрій внутрішньої зосередженості.

## Літературна діяльність
Збереглося зведене зібрання його творів — «Ши-тянь цзи» («Зібрання творів Кам'яного поля», Шитянь (Кам'янне поле) одне з прізвиськ Шень Чжоу) і окремі збірники, зокрема збірка прози «Ши-тянь Цза цзи» («Різні записи Кам'яного поля»). У поетичній творчості Шень Чжоу орієнтувався здебільшого на зразки епох Тан й Північної Сун.